# کنعان مکان سرشماری (ورمانت)
کنعان مکان سرشماری (به انگلیسی: Canaan) یک منطقهٔ مسکونی در ایالات متحده آمریکا است که در کنعان، ورمونت واقع شده‌است. کنعان یک مکان سرشماری است. از کل مساحت آن ۱/۶ مایل مربع (۴/۲۲ کیلومتر مربع) در خشکی و ۰/۰۴۶ مایل مربع (۰/۱۲ کیلومتر مربع) یا ۲/۸۷ درصد در آب قرار دارد. و جمعیت آن ۳۹۲ نفر است و ۳۱۷٫۹۱ متر بالاتر از سطح دریا واقع شده‌است.